# ヌリ (ロケット)
ヌリ（朝: 누리호、英: Nuri）もしくは計画名KSLV-II（Korea Space Launch Vehicle-2）は、大韓民国の韓国航空宇宙研究院 (KARI) が開発中の人工衛星打ち上げ用液体燃料ロケット。「ヌリ」は朝鮮語の雅言で「世界」「世」を表す言葉で、2018年9月に命名された。

## 開発計画

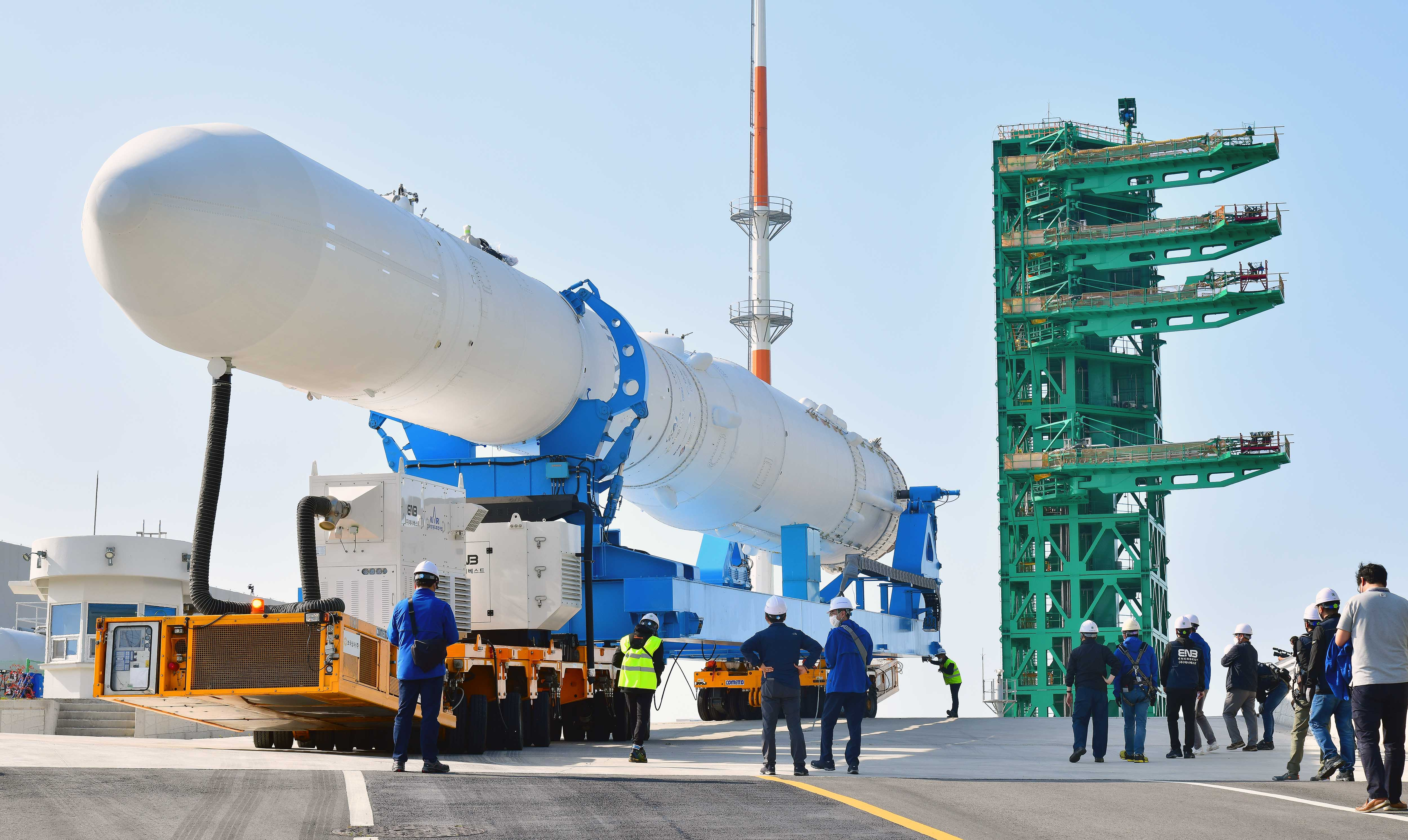
ナロ宇宙センター第2射点の前で起立を待つヌリ号

韓国本土から初めて人工衛星を打ち上げた羅老は、ロシアからの技術協力を受けて共同開発されたロケットだったが、ヌリでは基本的に韓国独自で開発が行われる。韓国側の開発者としてKARIが独占的に開発を行った羅老の反省を生かして、ヌリでは韓国の産（企業）学（大学）研（KARI）が密接に連携した「開放型事業団」形式で開発を行う。予定される開発総予算は2011年時点で1兆5449億ウォン、2014年1月時点で1兆9572億ウォンで、1000人の専門人材が開発に係る。
ヌリの開発計画は、当初はロシアから羅老の第1段ロケットエンジンの技術移転を受ける目論見が頓挫したため国産開発での技術的実現性の目処が立たず、開発予算計上が何度か延期されてきた。2010年度予算で初めて本予算が承認されて「開発研究」フェーズに移行した。開発は三段階に分かれており、2010年から2015年7月までの第一期で第3段用7トン級エンジンの開発と第1段と第2段用の75トン級エンジンに対応した燃焼試験設備の建設を推進した。第二期では第1・2段用75トン級のエンジンを開発し、2018年11月にこれを一基使った第2段に相当する試験ロケットを完成させて弾道飛行となる試験打ち上げを行った。第三期で第1段に75トン級エンジン4基をクラスター化したヌリを完成させて、2021年に初打ち上げを行ったが、模擬衛星の軌道投入に失敗し、2022年6月21日の2度目の打ち上げで180kg強の性能検証用母衛星1機と韓国国内の大学で開発された子衛星のCubeSat4機、および1.3トンの模擬衛星からなるペイロードの打ち上げに成功した。

### 75トン級エンジンの開発
KARIは苦労してウクライナから30トン級液体燃料エンジン設計図を入手し、2003年からK-エンジンプロジェクトの名の下にガス発生器サイクルの30トン級のケロシンエンジンを開発してきた。
ヌリの1段目と2段目に使用する75トン級エンジンの開発は、2009年からこの30トン級エンジンを基に開始され、2013年に羅老の初打ち上げに成功した後からは、ロシアから引き渡された二段燃焼サイクルエンジンRD-151も参考にして進められた 。
75トン級エンジンは完成までに燃焼試験を200回、合計2万秒する予定である。韓国国内の地上燃焼試験設備が完工するまではエンジンの各構成要素を組み合わせた最終試験を行えないが、韓国国内の既存施設でガス発生器とターボポンプと燃焼器の地上試験を別々に行い、ロシア国内でガス発生器とターボポンプの結合体の地上試験のみを行ってきた。燃焼試験設備が完工するまでは、部分試作品の出力を40パーセントまで下げて試験を行った。2018年7月に75トン級エンジンを実際に機体に組み込んだ状態での最終燃焼試験をパスし、154秒の燃焼を達成した。
エンジンの最終燃焼試験の結果を受け、2018年10月に第2段に相当する75トン級エンジン1基の試験弾道飛行を行う予定であったが、機体に不具合が見付かり延期された。その後、11月に羅老宇宙センターでエンジン1基の試験弾道飛行が実施され、高度100 km以上に到達、燃焼時間が目標時間を越え、成功した。
2021年2月25日、打ち上げに使用する自動発射ソフトウェアを使って100秒間燃焼テストに成功した。
ヘリウムタンクはウクライナから輸入したものを使用している。

### 開発におけるロシア製エンジンの利用
ヌリ初打ち上げ後の2021年10月、中央日報においてKARI元院長の趙光来（チョ・グァンレ）により、韓国のロケット開発秘史として、ロシアが2013年の羅老打ち上げ成功後にRD-151エンジンが搭載されたままの第1段地上検証用発射体（GTV）を韓国に残していったことが明かされた。韓国はこのRD-151を参考に75トン級エンジンの開発を進めた。また今後はRD-151の推進方式である二段燃焼サイクルエンジンを開発し、今後の「韓国型発射体高度化事業」の開発に活かしたいとしている。チョによると、機密であるはずのロケットエンジンがそのまま韓国に残された件について、ロシアが債務不履行に陥って経済的に厳しく社会が混乱していた時だったから起きえたと分析している。チョは、ロシア側は模型エンジンをわざわざ作るほうが費用も多くかかるので模型ではなく既成のエンジンをGTVにそのまま付けておいたのだろうと推測し、契約にGTVの韓国側への引き渡しが含まれていたことを理由にロシアへの持ち帰りを阻止したという。またこの件でロシアのクルニチェフ社の社長が解任されたという。
なお、羅老の打ち上げが成功した2013年当時には、RD-151を取り除いた羅老1段がヌリの開発に利用される予定と報じられていた。

## 技術獲得目的の外国へのアプローチ
前述の通り、韓国はウクライナの30トン級エンジンの設計図やロシアのRD-151エンジンの実物を得てヌリの開発を進めてきたが、宇宙・軍事開発プロジェクトに関わる技術を得るため、様々なロケット技術保有国に対して合法、または違法な手段でアプローチしてきたことが報じられている。
例えば朝鮮日報等では、韓国がヌリを開発するにあたって技術供与を求めてロシアのほかにもウクライナのユージュノエ設計局にアプローチしていることが報道されており、毎日経済新聞では、ヌリの開発事業団が必要な要素技術や部品や素材を導入するために、ロシア、ウクライナ、フランス、ドイツ、アメリカとの協力を模索していることが報じられている。
また、韓国系アメリカ人がヌリのためにロシアの高性能ロケットエンジンのRD-180とその関連技術をアメリカから韓国に不正輸出しようとして2009年4月に逮捕され、その後に懲役57ヶ月の判決を受けている。この男は「30年に渡って韓国への先進武器を一手に供給してきた」と自供しており、M61 バルカン、ロシアの防空システムとその部品、Su-27も不正輸出しようとしていた。またこの男は1989年にはサリンガスをイランに不正輸出しようとして逮捕され懲役39ヶ月を宣告され、その後出所していた。

## 打ち上げ

### 打ち上げ初成功まで
第1号機は2021年10月21日午後4時に打ち上げ予定であったが、ロケットと外部システムをつなぐバルブに異常が見つかり、追加点検に時間を要したため1時間後ろ倒しされ、午後5時に模擬衛星を搭載して羅老宇宙センターより打ち上げられた。打ち上げ後127秒後に高度59kmで第1段ロケットを分離し、同233秒には高度191kmで第3段ロケット先端にあるフェアリングを分離、同274秒後に高度258kmで第2段ロケットを分離し、ここまでは予定通りであったが第3段ロケットの燃焼時間が521秒間の予定が46秒早い475秒で終了してしまい、目標速度の秒速7.5km/sに達しなかったため、模擬衛星の軌道投入には失敗した。打ち上げから1時間10分後には文在寅大統領が国民向けに談話を発表し、打ち上げの管制から模擬衛星の分離までは成功し、700kmの高度まで達したが、模擬衛星の軌道投入には失敗したとの認識を示した。
2021年10月22日の時点では、2022年5月に2号機の打ち上げを予定して、2027年までに4回打ち上げる予定となっていた。その後、2号機の打ち上げ予定日は2022年6月15日に変更されたが同日の打ち上げは強風で翌日に延期され、翌16日には第1段液体酸素タンクの水位センサの異常が検出されたために再延期された。翌17日に不良とみられたセンサの電気部品を3号機のものと交換することで対策し、打ち上げ予定日が21日に再設定され、21日の打ち上げで180kg強の性能検証用母衛星1機と韓国国内の大学で開発された子衛星のCubeSat4機、および1.3トンの模擬衛星からなるペイロードの打ち上げに成功した。

### 打上げ履歴一覧
| 発射回数 | 日付 & 時間 (KST)    | 積荷                                                                                      | 成否 | 軌道          | 備考                                                                          |
| -------- | -------------------- | ----------------------------------------------------------------------------------------- | ---- | ------------- | ----------------------------------------------------------------------------- |
| －       | 2018年11月28日 16:00 | －                                                                                        | 成功 | 弾道軌道      | 第1段エンジン1基の機能実証としての弾道飛行実験。                              |
| 1        | 2021年10月21日 17:00 | 模擬衛星（1.5 t）                                                                         | 失敗 | SSO（700 km） | 第3段ロケットの燃焼時間が予定より46秒早く終了し、速度が足りず軌道投入に失敗。 |
| 2        | 2022年6月21日 16:00  | 性能検証用小型母衛星（180 kg）と子衛星CubeSat4機（韓国内大学開発）および模擬衛星（1.3 t） | 成功 | SSO（700 km） | [ 39 ] [ 40 ] [ 41 ]                                                          |
| 3        | 2023年5月25日 18:24  | NEXTSAT-2、JAC、LUMIR-T1、KSAT3U、 SNIPE 1 - 4                                            | 成功 | －            | SNIPE 3は分離失敗。                                                           |

## 構成
- 第1段：75 tf級×4（ケロシン/液体酸素、ガス発生器サイクル）[17]
- 第2段：75 tf級（ケロシン/液体酸素、ガス発生器サイクル）[17]
- 第3段：7 tf 級（ケロシン/液体酸素、圧送式サイクル）[17]